# Марсі Луї
Марсі Луї (англ. Marcie Louie; нар. 10 вересня 1953) — колишня американська тенісистка.
Найвищим досягненням на турнірах Великого шолома було 4 коло в одиночному розряді.

## WTA Tour титули

### Одиночний розряд (1)
| Результат | Дата                        | Турнір                 | Покриття | Суперниця   | Рахунок       |
| --------- | --------------------------- | ---------------------- | -------- | ----------- | ------------- |
| Перемога  | Rothmans Canadian Open 1975 | Мастерс Канада, Канада | Ґрунт    | Лора Дюпонт | 6–1, 4–6, 6–4 |